# Brave and Beautiful
Brave and Beautiful (Cesur ve Güzel) è un serial televisivo turco, trasmesso su Star TV dal 10 novembre 2016 al 22 giugno 2017.
In Italia la serie è andata in onda su Canale 5 dal 5 luglio 2021 al 30 giugno 2022 in day-time.

## Trama
Cesur Alemdaroğlu torna a Korludağ, un piccolo paese fuori Istanbul con una missione: vendicarsi di Tahsin Korludağ a causa della loro inimicizia familiare. L'unica cosa di cui non aveva tenuto conto era che si sarebbe innamorato di Sühan Korludağ, la bellissima figlia dell'uomo che crede abbia ucciso suo padre.
Sühan è una donna d'affari indipendente e di successo che crea il proprio marchio di profumi e prodotti in vetro. Ferocemente fedele alla sua famiglia, Sühan all'inizio non si fida completamente di Cesur, ma quando le bugie e le malefatte di Korludağ vengono scoperte una dopo l'altra, si ritrova combattuta tra suo padre e l'uomo che ha imparato ad amare.
Cesur si rende conto che Korludağ ha molti nemici intorno a lui quando le cose prendono una piega più pericolosa quando Rıza Chirpiji, il fratello assassino di Adalet Korludağ, alias l'amante di Tahsin Korludağ, viene rilasciato dopo una pena detentiva di trent'anni.
Segue un enorme gioco di gatto e topo mentre Cesur e Sühan si trovano nel mezzo di una lunga e storica faida familiare. La relazione di Sühan e Cesur si approfondisce e lei rimane incinta di Cesur. Dopo una lunga battaglia tra Cesur e Tahsin, Rıza tenta di uccidere Sühan, il che li fa raggiungere un accordo. Sühan è gravemente ferita e portata in ospedale.
Suo padre Tahsin e Cesur collaborano per tendere una trappola a Riza, mentre cercano una fuga finale. Quest'ultimo viene catturato da Cesur e Tahsin. Quando Cesur sta per ucciderlo, Tahsin lo ferma dall'uccidere Rıza in modo che non possano incriminarlo di omicidio, sacrificandosi con lui in un'esplosione di gas su una barca realizzando così la sua vendetta, dopo che lui aveva ucciso i suoi famigliari.
Alla fine Sühan dopo essersi ripresa in ospedale, dà alla luce il figlio suo e di Cesur, i due vengono poi visti in viaggio con il loro bambino, Korhan, sorridendosi a vicenda.

## Episodi
| Stagione       | Stagione         | Episodi | Episodi | Prima TV  | Prima TV |
| Turchia        | Italia           | Turchia | Italia  | Turchia   | Italia   |
| -------------- | ---------------- | ------- | ------- | --------- | -------- |
| Prima stagione | Prima stagione   | 32      | 55      | 2016-2017 | 2021     |
| Prima stagione | Seconda stagione | 32      | 68      | 2016-2017 | 2022     |

## Personaggi e interpreti

### Personaggi principali
- Cesur Alemdaroğlu / Karahasanoğlu (episodi 1-32), interpretato da Kıvanç Tatlıtuğ, doppiato da Maurizio Merluzzo.
- Sühan Korludağ (episodi 1-32), interpretata da Tuba Büyüküstün, doppiata da Chiara Gioncardi.
- Tahsin Korludağ † (episodi 1-32), interpretato da Tamer Levent, doppiato da Gino La Monica.
- Mihriban Aydınbaş (episodi 1-32), interpretata da Devrim Yakut, doppiata da Anna Cugini.
- Korhan Korludağ † (episodi 1-32), interpretato da Erkan Avcı, doppiato da Patrizio Cigliano.
- Bülent Aydınbaş (episodi 1-32), interpretato da Serkan Altunorak, doppiato da Alessandro Rigotti.
- Cahide Korludağ (episodi 1-32), interpretata da Sezin Akbaşoğulları, doppiata da Chiara Colizzi.
- Rıfat İlbey (episodi 1-32), interpretato da Müfit Kayacan, doppiato da Pierluigi Astore.
- Adalet Chirpiji † (episodi 1-26), interpretata da Nihan Büyükağaç.
- Kemal Bozlu (episodi 1-32), interpretato da Fırat Altunmeşe, doppiato da Federico Viola.
- Şirin Turhan (episodi 1-32), interpretata da Irmak Örnek, doppiata da Joy Saltarelli (episodi 1-34, 56-123) e da Giulia Tarquini (episodi 35-55).
- Salih Turhan † (episodi 1-22), interpretato da Okday Korunan, doppiato da Ambrogio Colombo.
- Banu Vardar (episodi 1-32), interpretata da Gözde Türkpençe, doppiata da Alessandra Bellini.
- Reyhan Turhan (episodi 1-32), interpretata da Işıl Dayıoğlu, doppiata da Tiziana Bagatella.
- Hülya Yıldırım (episodi 1-32), interpretata da Zeynep Kızıltan, doppiata da Francesca Rinaldi.
- Necla (episodi 1-30), interpretata da Cansu Türedi, doppiata da Laura Marcucci.
- Fügen Karahasanoğlu † (episodi 2-16), interpretata da Tilbe Saran, doppiata da Sabine Cerullo.
- Rıza Chirpiji † (episodi 1-32), interpretato da Yiğit Özşener, doppiato da Michele D'Anca.
- Procuratore Serhat Savasturk (episodi 14-19, 22-32), interpretato da Serdar Özer.
- Turan Fişekçi (episodi 4-9, 13, 15, 22-30), interpretato da Serhat Parıl, doppiato da Emiliano Coltorti.

### Personaggi secondari
- Mehmet Topakçı (episodi 1-17), interpretato da Kahraman Sivri.
- Mithat Topakçı † (episodi 7-8, 10-11), interpretato da Yaşar Akın.
- Mutlu Sapiji (episodi 12-15), interpretato da Yaşar Üzer.
- Commissario Bezat (episodi 25-32), interpretato da Erdal Geniş.
- Poliziotto Civile, interpretato da Ilker Çanlica.
- Ufficiale di polizia, interpretato da Ali Ertan Güney.
- Ömer (episodi 2-4, 12, 14, 26-28), interpretato da Aras Ongun.
- Çetin Vardar (episodi 7-15), interpretato da Sinan Pekinton.
- Nesrin İlbey (episodi 14-15), interpretata da Shehnaz Bolen.
- Kaan İlbey (episodi 14-15, 18-19), interpretato da Oğuzhan Yılmaz, doppiato da Gabriele Sorrentino.
- Zehra (episodi 2-5, 9, 11, 16-32), interpretata da Nazan Ajaz.
- Avvocato di Tahsin, interpretato da Halis Bayraktaroğlu.
- Bircan, interpretata da Şirincan Çakıroğlu.
- Orhan, interpretato da Fırat Sumeli.
- Osman, interpretato da Hasan Üner.
- Ragıp † (episodi 30-32), interpretato da Doğan Tank.
- Dottor Nedim † (episodio 3), interpretato da Mert Tanik.
- Madre Belkis † (episodio 4), interpretata da Suna Sandzaktar.
- Ahmet (episodio 20), interpretato da Eraj Babataš.
- Hasan Karahasanoğlu †, interpretato da Ali Pinar.
- Nurhan Korludağ † (episodi 3, 5, 10, 12, 15), interpretata da Pervin Bağdat.
- Cesur Alemdaroğlu da bambino (episodi 2-3, 6), interpretato da Alp Özer.
- Sühan Korludağ da bambina (episodi 3, 5, 10), interpretata da Elvin Duru Erdoğan, doppiata da Carolina La Monica.
- Tahsin Korludağ da giovane (episodi 4-7, 9-10, 16), interpretato da Miraç Sevsay.
- Mihriban Aydınbaş da giovane (episodio 7), interpretata da Melis Tashkan.
- Korhan Korludağ da bambino (episodi 3, 5, 9-10), interpretato da Arda Kalaycı.
- Rıfat İlbey da giovane (episodio 5), interpretato da Orhan Yılmaz.
- Adalet Soyözlü da giovane (episodi 5, 16), interpretata da Sibel Kasapoğlu.
- Şirin Turhan da bambina (episodi 3, 5), interpretata da Tanem Özer.

## Colonna sonora
I temi musicali della serie sono stati composti da Toygar Isikli e sono state rilasciati il 7 giugno 2017.
1. Cesur ve Güzel Jenerik Müziği – 1:20
2. Kalbimin Sesi / Cesur (Islık Versiyon) – 1:19
3. Ruhum Senin / Sühan & Cesur – 1:26
4. Aşk Yolum – 1:19
5. Tahsin Korludağ – 1:42
6. Seni Düşünmek – 1:01
7. Yolum Sana Doğru / Her Halin Güzel – 1:19
8. İçimdeki Yanardağ – 1:23
9. Labirent – 1:49
10. Acı Aşk / Sühan – 2:27
11. Kalbine Sor – 1:00
12. Aşk ve Gurur / Bülent – 1:37
13. Kalbimin Sesi (Çello Versiyon) – 2:38
14. Rıza – 2:36
15. Vazgeçmedim / Aşk Mevsimim – 1:32
16. Alemdaroğlu – 1:16
17. Kördüğümün İçinde – 2:00
18. Senden Uzak – 1:32
19. Yalanlar Üstüne / Cahide – 1:19
20. Beni Niye Sevmedin / Korhan – 1:32
21. Kumpas – 1:18
22. Yüreğim Bin Parça / Cesur – 2:15
23. Kayıp Aşk / Banu & Bülent – 1:46
24. Aşk Oyunu – 0:50
25. Yangın – 1:20
26. Herşeye Rağmen / Adalet – 1:23
27. Kalbimin Sesi (Gitar Versiyon) – 1:20
28. Elimde Değil – 0:48
29. İlk Dokunuş – 1:06
30. Günaydın Mutluluk – 0:55
31. Kırık Kalp / Mihriban – 1:09
32. Boşluk – 0:45

## Distribuzione
| Paese                | Rete televisiva             | Titolo locale                              | Prima TV locale   |                 |
| -------------------- | --------------------------- | ------------------------------------------ | ----------------- | --------------- |
| Cipro del Nord       | Star TV                     | Cesur ve Güzel                             | 10 novembre 2016  |                 |
| Libia                | LBC                         | Jousour wel jamila                         | 11 gennaio 2017   |                 |
| Kirghizistan         | 5 Chanel                    | Эр жүрөк жана сулуу                        | 6 febbraio 2017   |                 |
| Grecia               | ANT1                        | Μοιραια ελξη                               | 20 marzo 2017     |                 |
| Pakistan             | Urdu1                       | ایک حسینہ ایک دیوانہ Ek Haseena Ek Deewana | 4 aprile 2017     |                 |
| Kosovo               | Kohavision                  | Trimi dhe e bukura                         | 10 aprile 2017    |                 |
| Iran                 | GEM TV                      | Patrix                                     | 23 aprile 2017    |                 |
| Lituania             | TV3                         | Kerštas ir meilė                           | 29 maggio 2017    |                 |
| Lituania             | TV8                         | Kerštas ir meilė                           | 29 maggio 2017    |                 |
| Kazakistan           | KTK                         | Ер жігіт пен ерке сұлу                     | 3 agosto 2017     |                 |
| Kazakistan           | Жетінші арна                | Серт пен сезім                             | 29 marzo 2021     |                 |
| Messico              | Imagen TV                   | Cezür                                      | 8 agosto 2017     |                 |
| Colombia             | Canal 1                     | Cesur ve Güzel / Valiente y Hermosa        | 14 agosto 2017    |                 |
| Romania              | Happy Channel               | Iubire și răzbunare                        | 14 agosto 2017    |                 |
| Porto Rico           | Wapa TV                     | Cesur                                      | 15 agosto 2017    |                 |
| Israele              | Viva                        | יפה שלי                                    | 17 agosto 2017    |                 |
| Lega araba           | MBC4                        | جسور والجميلة                              | 10 settembre 2017 |                 |
| Ungheria             | TV2                         | Bosszú vagy szerelem                       | 4 ottobre 2017    |                 |
| Albania              | TV Klan                     | Xhesuri dhe e bukura                       | 14 ottobre 2017   |                 |
| Kurdistan iracheno   | Kurdmax                     | جوان و ئازا                                | ottobre 2017      |                 |
| Polonia              | TVP2                        | Meandry uczuć                              | 5 dicembre 2017   |                 |
| Somalia              | Horn Cable Television       | Badbaado Jaceyl                            | 22 dicembre 2017  |                 |
| Angola               | Zap Novelas                 | Cesur                                      | 29 dicembre 2017  |                 |
| Mozambico            | Zap Novelas                 | Cesur                                      | 29 dicembre 2017  |                 |
| Libano               | LBC                         | Jousour wel jamila                         | 11 gennaio 2018   |                 |
| Georgia              | Imedi TV                    | ფავორიტი                                   | 22 gennaio 2018   |                 |
| Lettonia             | LNT                         | Drosme un skaistums                        | 29 gennaio 2018   |                 |
| Uzbekistan           | Kinoteatr                   | Jasur va go'zal                            | 5 febbraio 2018   |                 |
| Vietnam              | HTV7                        | Yêu trong lửa hận                          | 8 febbraio 2018   |                 |
| Cile                 | Mega                        | Cesur                                      | 6 marzo 2018      |                 |
| Paraguay             | Telefuturo                  | Cesur                                      | 16 aprile 2018    |                 |
| Malaysia             | NTV7                        | Brave and Beautiful                        | 14 maggio 2018    |                 |
| Slovenia             | POP TV                      | Ukradena preteklost                        | 14 maggio 2018    |                 |
| Etiopia              | Kana TV                     | ፍቅር ከ በቀል                                  | 18 giugno 2018    |                 |
| Bulgaria             | bTV                         | Sparks of revenge                          | 11 settembre 2018 |                 |
| Afghanistan          | Tolo tv                     | Jasoor                                     | 3 ottobre 2018    |                 |
| Spagna               | Divinity                    | Sühan, venganza y amor                     | 28 gennaio 2019   |                 |
| Serbia               | RTV Pink                    | Ljubav iz osvete                           | 6 giugno 2019     |                 |
| Montenegro           | Pink M                      | Ljubav iz osvete                           | 6 giugno 2019     |                 |
| Bosnia ed Erzegovina | Pink BH                     | Ljubav iz osvete                           | 6 giugno 2019     |                 |
| Sudafrica            | e.tv                        | Die Vreemdeling                            | 15 luglio 2019    |                 |
| Nigeria              | Arcadia TV                  | Brave and Beautiful                        | 9 agosto 2019     |                 |
| Uruguay              | Canal 4                     | Amor y venganza                            | 2 settembre 2019  |                 |
| Svezia               | SVT                         | Hämnd och kärlek                           | 2 settembre 2019  |                 |
| Bolivia              | Unitel Bolivia              | Amor y venganza                            | 16 settembre 2019 |                 |
| Argentina            | Telefe                      | Cesür                                      | 11 novembre 2019  |                 |
| Macedonia del Nord   | Sitel TV                    | Украдено минато                            | 11 novembre 2019  |                 |
| Ghana                | Joy Prime                   | Brave and Beautiful                        | 19 dicembre 2019  |                 |
| Monaco               | 2M TV                       | الشجاع و الجميلة                           | 6 gennaio 2020    |                 |
| Mongolia             | C1 Television               | Эр зориг ба гооүзэсгэлэн                   | 14 gennaio 2020   |                 |
| Arabia Saudita       | MBC4                        | جسور والجميلة                              | 18 agosto 2020    |                 |
| Slovacchia           | TV Doma                     | Statočný a krásna                          | 31 agosto 2020    |                 |
| La Riunione          | ViàATV                      | La belle et le brave                       | 7 dicembre 2020   |                 |
| Martinica            | Passions TV                 | La belle et le brave                       | 18 gennaio 2021   | 18 gennaio 2021 |
| Costa Rica           | Canal 6                     | Valiente y hermosa                         | 3 maggio 2021     |                 |
| Uganda               | Bukedde 1                   | Brave and Beautiful                        | 8 maggio 2021     |                 |
| Kenya                | Ktn                         | Brave and Beautiful                        | 14 giugno 2021    |                 |
| Italia               | Canale 5                    | Brave and Beautiful                        | 5 luglio 2021     |                 |
| Filippine            | Kapamilya Channel (ABS-CBN) | Brave and Beautiful                        | –                 |                 |
| Filippine            | A2Z                         | Brave and Beautiful                        | –                 |                 |

## Riconoscimenti
Festival arabo internazionale di Dubai
- 2017: Premio come Miglior coppia a Kıvanç Tatlıtuğ e Kıvanç Tatlıtuğ e Tuba Büyüküstün (Cesur e Sühan)

Kemal Sunal Culture and Art Award
- 2017: Premio come Miglior attrice non protagonista a Gözde Türkpençe

Premio GQ Turchia
- 2016: Premio come Miglior attore dell'anno a Kıvanç Tatlıtuğ[7]

Premio della TelevisionDisisi.com
- 2017: Premio come Miglior coppia in una serie televisiva a Kıvanç Tatlıtuğ e Tuba Büyüküstün (Cesur e Sühan)[8]
- 2017: Pre-Candidatura come Miglior attrice a Tuba Büyüküstün[9]

Rivista Sayidaty
- 2017: Premio come Miglior attore a Kıvanç Tatlıtuğ[10]
- 2017: Premio come Miglior attrice a Tuba Büyüküstün[10]
- 2017: Premio come Attrice turca di maggior successo a Tuba Büyüküstün[11]

Seoul International Drama Award
- 2017: Candidatura come Miglior serie drammatica per Brave and Beautiful (Cesur ve Güzel)[12]
- 2017: Candidatura come Miglior regista ad Ali Bilgin[12]
- 2017: Candidatura come Miglior attore a Kıvanç Tatlıtuğ[12]
- 2017: Candidatura come Miglior serie drammatica per Brave and Beautiful (Cesur ve Güzel) – 2º premio[13]

Premi distintivi dei festival arabi internazionali
- 2017: Premio come Miglior coppia a Kıvanç Tatlıtuğ e Tuba Büyüküstün (Cesur e Sühan)[14]

44º Pantene Butterfly Awards
- 2017: Premio come Creatore di miracoli a Kıvanç Tatlıtuğ
- 2017: Premio come Creatrice di miracoli a Tuba Büyüküstün

46º Premio Emmy Award
- 2018: Candidatura come Miglior telenovela per Brave and Beautiful (Cesur ve Güzel)[15]